# Бриско-Хукс, Валери
Валери Энн Бриско-Хукс (англ. Valerie Brisco-Hooks; род. 6 июля 1960 года, Гринвуд, шт. Миссисипи, США) — американская легкоатлетка, спринтер, трёхкратная чемпионка Олимпийских игр 1984 года в Лос-Анджелесе (200 м, 400 м, эстафета 4 х 400 м).
Валери участвовала также в Олимпийских играх 1988 года в Сеуле, где в составе эстафетной команды США завоевала серебряную медаль (первое место с мировым рекордом заняла сборная СССР).
В настоящее время работает тренером в легкоатлетической группе Боба Керси в колледже Западного Лос-Анджелеса.

### Статьи
- SportingHeroes.net article on Valerie Brisco-Hooks

### Видео
- 1984 Olympic Women’s 200 meters  (недоступная ссылка с 09-09-2013 [4210 дней])
- 1984 Olympic Women’s 400 meters